# Ariquemes Futebol Clube
L'Ariquemes Futebol Clube, noto anche semplicemente come Ariquemes, è una società calcistica brasiliana con sede nella città di Ariquemes, nello stato della Rondônia.

## Storia
Il club è stato fondato il 23 ottobre 1996. L'Ariquemes ha vinto il Campeonato Rondoniense Segunda Divisão nel 2007, dopo aver sconfitto il Cruzeiro-RO 6-1 nell'ultima partita di campionato, giocata il 12 ottobre all'Estádio Aluízio Ferreira. L'Ariquemes è stato finalista dell'edizione 2010 del Campionato Rondoniense, quando è stato sconfitto in finale dal Vilhena.

## Palmarès

### Competizioni statali
- Campeonato Rondoniense Segunda Divisão: 1

2007